# Чернієнко Руслан Леонтійович
Руслан Леонтійович Чернієнко (нар. 12 грудня 1972) — радянський та український футболіст, що грав на позиції півзахисника. Відомий насамперед виступами за угорські клуби найвищого дивізіону «Ньїредьгаза» та «Відеотон».

## Кар'єра футболіста
Руслан Чернієнко розпочав виступи на футбольних полях у складі команди буферної зони другої ліги «Закарпаття» з Ужгорода в 1990 році. У 1991 році футболіст грав у складі команди другої нижчої ліги «Прикарпаття» з Івано-Франківська. У 1992 році Чернієнко повернувся до складу команди «Закарпаття», яка розпочала виступи в чемпіонаті України у першій лізі, та грав у її складі до кінця 1993 року.
На початку 1994 року Руслан Чернієнко поїхав до Угорщини, де став гравцем нижчолігового клубу «Хатван». У середині 1994 року український футболіст перейшов до угорського клубу другого дивізіону «Ракоці» з Капошвара, в якому грав до середини 1997 року, після чого перейшов до іншого клубу другого угорського дивізіону «Пакш», в якому провів один сезон. У сезоні 1998—1999 років Чернієнко грав у іншому клубі другого угорського дивізіону «Тисавашварі».
На початку сезону 1999—2000 років Руслан Чернієнко став гравцем клубу найвищого угорського дивізіону «Ньїрсег-Спартакуш» з Ньїредьгази. У складі команди український півзахисник грав до кінця 2000 року, провів у складі команди 39 матчів, у яких відзначився 13 забитими м'ячами. На початку 2001 року Чернієнко грав у складі іншої угорської команди «Відеотон» з Секешфегервара, в якій провів 11 матчів. На початку сезону 2001—2002 років український футболіст повернувся до клубу з Ньїредьгази, який дещо змінив назву на «Ньїредьгаза-Спартакуш», цього разу грав у його складі повних два сезони, провів у складі команди 51 матч, у якому відзначився 18 забитими м'ячами.
У 2003 році Руслан Чернієнко перейшов до нижчолігового угорського клубу «Ракамазі-Спартакуш», і до 2009 року грав ще в нижчолігових угорських клубах «Надькалло» і «Тісалекі», після чого завершив виступи на футбольних полях.